# Scyliorhinus
Il genere Scyliorhinus comprende 15 specie di squali appartenenti alla famiglia Scyliorhinidae.

## Specie
- Scyliorhinus besnardi
- Scyliorhinus boa
- Scyliorhinus canicula
- Scyliorhinus capensis
- Scyliorhinus cervigoni
- Scyliorhinus comoroensis
- Scyliorhinus garmani
- Scyliorhinus haeckelii
- Scyliorhinus hesperius
- Scyliorhinus meadi
- Scyliorhinus retifer
- Scyliorhinus stellaris
- Scyliorhinus tokubee
- Scyliorhinus torazame
- Scyliorhinus torrei